# ملعب أوييم
ملعب أوييم هو ملعب كرة قدم يستضيف مسابقات ألعاب القوى، يقع في أوييم، الغابون، يتسع لـ 20,500 متفرج. تم وضع حجر الأساس للملعب في 2015. بدأ بناؤه في 2015 وافتتح في 2016.

## أهم الأحداث التي استضافها
- كأس الأمم الأفريقية لكرة القدم 2017